# A.S.D. Albignasego Calcio
Associazione Sportiva Dilettantistica Albignasego Calcio (trước đây là Universitaria Albignasego) là một câu lạc bộ bóng đá Ý nằm ở Albignasego, Veneto.
Đội đã lập kỷ lục trong bóng đá Ý khi nó đã được thăng hạng 5 lần trong 5 năm: điều này có nghĩa là họ luôn giành được chức vô địch trong 5 năm qua.

## Lịch sử

### Albignasego Calcio
Câu lạc bộ được thành lập vào năm 1959 với tên Albignasego Calcio. Năm 2008, câu lạc bộ đã được thăng hạng lần đầu tiên tại Serie D.
Năm 2010, đội sáp nhập với Calcio San Paolo Padova.

### Tái sinh

#### Universitaria Albignasego
CUS Calcio Padova được thành lập năm 1946 tại Đại học Padua.
Vào mùa hè năm 2010, đội chuyển đến Albignasego và đổi tên của họ thành Đại học Albignasego.

#### Albignasego Calcio
Vào năm 2013, sau khi đổi tên thành Albignasego Calcio, đội thăng hạng lên Prima Cargetoria.

## Màu sắc và huy hiệu
Màu của đội là garnet.